# 中華職業籃球聯盟
中華職業籃球聯盟（英語：Chinese Basketball Alliance）是臺灣男子職業籃球聯盟，創建於1993年，因發展過快、欠缺完整性的規劃，於2000年宣告倒閉。

## 歷史
1993年8月，裕隆、宏國、泰瑞（數度易主，但隊名一直維持為「戰神隊」）、幸福等四支球團宣布合組中華職業籃球聯盟。1994年3月30日，泰瑞電子創辦人洪敏泰，台灣籃球界人士洪濬哲、陳飛鵬，宏國關係事業第二代林鴻道，裕隆汽車第二代嚴凱泰及其妻陳莉蓮，幸福水泥董事長陳兩傳及其女兒陳韻如，五方各自出資新台幣2500萬元，成立「中華職業籃球股份有限公司」專門負責營運中華職籃，並委託台灣電通規劃中華職籃成立事宜。
中華職籃第一個球季（職籃元年）於1994年11月12日在臺北市立體育專科學校開打，請來中華民國總統李登輝開球，由創始四隊參賽，為繼菲律賓籃球協會（PBA）之後亞洲第二個職籃聯盟。中華職籃開幕戰由裕隆恐龍（得分82分）對上宏國象（得分85分），由宏國象取得中華職籃首勝；職籃二年（1995－1996球季）加入宏福及中興（後更名達欣）等兩支新球隊；爾後中華職籃規模維持六隊，直至職籃五年（1998年未完球季）中華職籃解散為止。中華職籃吉祥物「酷斃啦」（Cu-Bi-La）由漫畫家蔡志忠設計，以紅孩兒為意象，象徵對籃球的熱情。
中華職籃電視轉播單位曾有TVIS（年代MUCH台的前身，1994－1996年）、力霸友聯U3頻道（含其後身東視育樂台）及華視等；1998年，中華職籃與東森電視發生合約糾紛，東森拒付轉播權利金，造成中華職籃財務不堪負荷。2000年，中華職籃終於被迫停止營運。
2000年，中華職籃舉辦短期賽事「千禧紀念賽」，希望再造職籃盛況。開幕戰裕隆恐龍，對宏國象隊。紀念賽打到三月底，裕隆恐龍取得預賽第一，達欣第六名，總冠軍賽裕隆恐龍對宏國象，裕隆恐龍總冠軍賽三連勝，陳信安獲得最有價值球員。但中華職籃最後仍不幸倒閉，許多球隊重返全國社會甲組籃球聯賽。

## 年度口號
- 元年　CU-BI-LA!（酷斃啦！）
- 二年　無
- 三年　滾動的球，滾動的心
- 四年
- 五年

## 歷任會長
- 李鍾桂
- 陳韻如
- 陳政忠
- 陳健治

## 規則特點
中華職籃競賽規則基本上仿照NBA；相較於國際籃球規則，最大的差異包括比賽四節、每節12分鐘，防守球員對未持球的進攻球員不得包夾達三秒鐘（否則即為「非法防守」）等。
職籃元年（1994－1995年球季）仿效中華職業棒球聯盟，採取上下半球季「季冠軍」爭霸模式；由於裕隆恐龍隊上下半季戰績均為第一，故直接成為總冠軍。職籃二年（1995－1996年球季）以後，因應聯盟的擴充，開始實施「季後賽」制度，由例行賽季戰績排名前四的隊伍分兩輪比賽爭奪冠軍頭銜；職籃二年及三年打進決賽的隊伍為宏國、裕隆兩隊，職籃四年由宏國、戰神兩隊爭霸，而宏國隊在三次決賽系列均獲勝封王。
為增加球賽精彩程度，中華職籃開放各隊引進四名外籍球員（在台灣俗稱「洋將」），可同時上場兩名；後又增加「華裔選手」條款，各隊除前述不具華人血統的洋將外，另可聘用一名具有華人血統的「華裔選手」。各隊除緣此條款引進中國大陸及香港等地出身的好手如張學雷、陳政皓、翁金驊等人以外，還有若干位所謂「混血」的「華裔選手」曾出現在中華職籃的賽場上。張學雷、陳政皓都是前中國大陸國手，從國家隊退役後，都先轉往新加坡發展，爾後被中華職籃球團邀請至台灣打球，張學雷加入幸福豹，陳政皓進入宏福公羊；翁金驊則是香港人，在戰神隊打球。另外，中華職籃的洋將政策上，一開始沒有做任何身高限制，以致於各球團每年競爭請長人洋將，宏國與裕隆都曾聘請七呎長人洋將；職籃四年才訂立規則，洋將限高208公分。
中華職籃裁判依等級分為A、B、C級，但等級不以年資而定，而是根據執法的優劣，且有審查與考核制度。每個球季開打前，裁判需先經過筆試及體能測驗，再經由技術委員會評選。起初裁判每場薪水為A級新台幣5000元、B級新台幣4000元、C級新台幣3000元，隨後調整為每場增加新台幣500元。裁判每場執法，會有記點及分數：累積3個漏吹、誤判等，記1點；記滿3點者會被罰停吹，至少停吹3場；球季結束後，每位裁判都有平均分數，分數不到規定者會被降級。新進裁判通過考試以後還得接受訓練，經技術委員會委員考核通過才能上場執法；若訓練狀況不如預期，訓練時間甚至可能長達一整個球季。技術委員會委員根據裁判在例行賽的表現安排季後賽執法人員，就算是A級裁判也不一定能吹季後賽，一切由公開透明的分數決定。休季期間，裁判除了辦理相關業務，還必須觀看該季各場比賽錄影，也得兼顧體能訓練。

## 中華職籃選秀
- 詳細：中華職籃選秀

| 年度 | 選秀類型     | 1-1順位隊伍 | 選秀狀元 | 優先指名             |
| ---- | ------------ | ----------- | -------- | -------------------- |
| 1994 | 洋將選秀     | 幸福        | 鄧大德   | 不適用               |
| 1995 | 新人選秀     | 幸福豹      | 傅大武   | 不適用               |
| 1996 | 新人選秀     | 達欣        | 鄭天柱   | 鍾一鳴               |
| 1997 | 新人選秀     | 達欣        | 巫駿揚   | 不適用               |
| 1997 | 洋將選秀     | 達欣        | 霍福     | 不適用               |
| 1998 | 洋將選秀     | 達欣        | 賴瑞     | 不適用               |
| 1998 | 新人選秀     | 達欣        | （從缺） | 喬翔龍               |
| 1998 | 洋將選秀     | 達欣        | 海斯頓   | 不適用               |
| 2000 | 實力平衡選秀 | 宏國        | 葛家祥   | （未列各隊保留名單） |

## 歷年排名
| 球季        | 總決賽         | 總決賽 | 總決賽 | 總決賽   | 例行賽排名 | 例行賽排名                | 例行賽排名              | 例行賽排名 | 例行賽排名 | 例行賽排名 | 例行賽排名 |
| 球季        | 冠軍           | 比分   | 比分   | 亞軍     | 場數       | #1                        | #2                      | #3         | #4         | #5         | #6         |
| ----------- | -------------- | ------ | ------ | -------- | ---------- | ------------------------- | ----------------------- | ---------- | ---------- | ---------- | ---------- |
| 1994－1995* | 裕隆恐龍 （1） | 不適用 | 不適用 | 不適用   | 36         | 裕隆恐龍 （上下半季冠軍） | 宏國象                  | 泰瑞戰神   | 幸福豹     | 不適用     | 不適用     |
| 1995－1996  | 宏國象 （1）   | 4      | 2      | 裕隆恐龍 | 50         | 宏國象 （下半季冠軍）     | 裕隆恐龍 （上半季冠軍） | 幸福豹     | 泰瑞戰神   | 宏福公羊   | 中興虎     |
| 1996－1997  | 宏國象 （2）   | 4      | 3      | 裕隆恐龍 | 60         | 裕隆恐龍                  | 宏國象                  | 高雄戰神   | 幸福豹     | 宏福公羊   | 達欣虎     |
| 1997－1998  | 宏國象 （3）   | 4      | 3      | 戰神     | 50         | 宏國象                    | 戰神                    | 裕隆恐龍   | 幸福豹     | 宏福公羊   | 達欣虎     |
| 1998－1999* | 不適用         | 不適用 | 不適用 | 不適用   | 22         | 戰神                      | 裕隆恐龍                | 幸福豹     | 宏福公羊   | 宏國象     | 達欣虎     |
| 2000*       | 裕隆恐龍 （2） | 3      | 0      | 宏國象   | 10         | 裕隆恐龍                  | 宏國象                  | 幸福豹     | 中廣戰神   | 宏福公羊   | 達欣虎     |

- 備註：

* 元年實施上下半季制度，因裕隆恐龍獲得上下半季冠軍，故直接為總冠軍。

* 二年仍然實施上下半季制度，上半季冠軍為裕隆恐龍，下半季冠軍為宏國象，但由於開始導入季後賽制度，宏國象雖然年度戰績第一，但由於半季冠軍戰績不如裕隆，故宏國象該年以第二種子晉級季後賽。

* 三年實施單一球季，以積分決定排名，裕隆以積分最高獲得年度第一，宏福公羊和達欣虎積分相同，但宏福以勝率較高獲得第五名。

* 職籃五年未完成球季，該賽季於1999年3月14日後無限期中止。

* 千禧紀念賽，為短盃賽形式。預賽排名如下：裕隆恐龍、宏國象、幸福豹、中廣戰神、宏福公羊和達欣虎。

## 獎項
| 球季        | 球季最有價值球員  | 總決賽「最有價值球員」 |
| ----------- | ----------------- | ---------------------- |
| 1994－1995* | 東方介德 （裕隆） | 不適用                 |
| 1995－1996  | 鄭志龍 （宏國）   | 不適用                 |
| 1996－1997  | 泰勒 （戰神）     | 不適用                 |
| 1997－1998  | 周俊三* （宏國）  | 鄭志龍 （宏國）        |
| 1998－1999* | 不適用            | 不適用                 |
| 2000*       | 不適用            | 陳信安 （裕隆）        |

- 備註：

* 只有職籃元～二年（1994-1996）有「總冠軍」；職籃三年以後，因取消季冠軍制度，只有一個冠軍/決賽系列，沒有也不需要有總冠軍/總決賽系列。

* 因得票數未過半，未獲正式承認。

* 職籃五年未完成球季，該賽季於1999年3月14日後無限期中止。

* 千禧紀念賽

## 參賽隊伍沿革
| 球季        | 球隊沿革                               | 球隊沿革                                                                     | 球隊沿革                               | 球隊沿革 | 球隊沿革                                                                           | 球隊沿革                               |
| ----------- | -------------------------------------- | ---------------------------------------------------------------------------- | -------------------------------------- | -------- | ---------------------------------------------------------------------------------- | -------------------------------------- |
| 1994－1995* | 裕隆恐龍                               | 宏國象                                                                       | 泰瑞戰神                               | 幸福豹   | 不適用                                                                             | 不適用                                 |
| 1995－1996  | 裕隆恐龍                               | 宏國象                                                                       | 泰瑞戰神                               | 幸福豹   | 宏福公羊                                                                           | 中興虎                                 |
| 1996－1997  | 裕隆恐龍                               | 宏國象                                                                       | 泰瑞戰神                               | 幸福豹   | 宏福公羊                                                                           | 達欣虎                                 |
| 1997－1998  | 裕隆恐龍                               | 宏國象                                                                       | 戰神                                   | 幸福豹   | 宏福公羊                                                                           | 達欣虎                                 |
| 1998－1999* | 裕隆恐龍                               | 宏國象                                                                       | 戰神                                   | 幸福豹   | 宏福公羊                                                                           | 達欣虎                                 |
| 2000*       | 裕隆恐龍                               | 宏國象                                                                       | 中廣戰神                               | 幸福豹   | 宏福公羊                                                                           | 達欣虎                                 |
| 倒閉後      | 轉入社會甲組。 裕隆恐龍2003年轉入SBL。 | 新浪接手球隊，轉入社會甲組。 新浪獅2001年轉入中國CBA。 新浪獅2003年轉入SBL。 | 轉入社會甲組。 中廣戰神2003年轉入SBL。 | 球隊解散 | 球隊解散。 多數球員由大華建設/九太科技吸收，轉入社會甲組。 九太科技2003年轉入SBL。 | 轉入社會甲組。 達欣工程2003年轉入SBL。 |

## 外部連結
- CBA中華職籃球員卡 （页面存档备份，存于）